# Marie Therese Noireterre
Marie Therese Noireterre, född 1760 i Paris, död 1823, var en fransk konstnär. Hon tros ha varit verksam som pastellmålare, men var främst aktiv som miniatyrmålare, och endast miniatyrporträtt finns bevarade ur hennes produktion. 
Hon var född i Paris, där hon också tillbringade sitt liv, och uppges ha varit brors/systerdotter till Claude Bonets maka och elev till Adélaïde Labille-Guiard. Hon ställde ut sina miniatyrer, bland annat ett av henne själv, i både London och Paris åren 1785–1787. 
Hon är representerad på Nationalmuseum.